# Форма Бовіля — Богомолова
Форма Бовіля — Богомо́лова (також Бовіля — Богомо́лова — Фуджикі) — квадратична форма, що існує на других когомологіях {\displaystyle H^{2}(X,\mathbb {C} )} компактного гіперкелерового многовиду. Названа на честь Арно Бовіля і Федора Богомолова.

## Означення
Нехай {\displaystyle \sigma } — твірна в {\displaystyle H^{2,0}(X,\mathbb {C} )}, обрана так, щоб {\displaystyle \int _{X}(\sigma {\overline {\sigma }})^{n}=1} (тобто симплектична форма). Тоді будь-яка 2-форма допускає розкладання на годжеви компоненти: {\displaystyle \alpha =\lambda \sigma +\mu {\overline {\sigma }}+\beta ;\beta \in H^{1,1}(X)}. Визначимо квадратичную форму наступною формулою:
{\displaystyle q(\alpha )=\lambda \mu +n/2\int _{X}\beta ^{2}(\sigma {\overline {\sigma }})^{n-1}}

## Властивості форми Бовіля— Богомолова
1. Нехай {\displaystyle {\mathfrak {X}}\to B} — універсальна локальна деформація {\displaystyle X} (її база {\displaystyle B} буде кулею). Тоді для {\displaystyle t\in B}, досить близьких до {\displaystyle 0}, {\displaystyle q({\sigma }_{t})=0}, {\displaystyle q({\sigma }_{t},{\overline {{\sigma }_{t}}})>0} (в останній формулі {\displaystyle q} позначає симетричну білінійну форму, побудовану за квадратичною формою визначеною вище).
2. Відображення, яке ставить точці {\displaystyle t\in B} точку, що відповідає формі {\displaystyle {\sigma }_{t}} в проективізаціі других когомологій {\displaystyle \mathbb {P} (H^{2}(X,\mathbb {C} ))}, є, більш того, локальним ізоморфізмом з множиною нулів форми {\displaystyle q} (локальна теорема Тореллі).
3. {\displaystyle q|_{H^{2}(X,\mathbb {R} )}} — невироджена форма сигнатури {\displaystyle (3,b_{2}(X)-3)}, де {\displaystyle b_{2}} — друге число Бетті.
4. Співвідношення Фуджикі: якщо {\displaystyle \alpha \in H^{2}(X,\mathbb {R} );{q(\alpha )}^{n}=c\int _{X}{\alpha }^{2n}}, де {\displaystyle c} — деяка константа, яка не залежить від комплексної структури на {\displaystyle X} (а тільки від його топології).